# Leandro Castellanos
Andrés Leandro Castellanos Serrano (Toledo, Norte de Santander, Colombia; 9 de marzo de 1984) es un exfutbolista y político colombiano. Jugó de arquero. En las elecciones locales de Bogotá de 2023, fue elegido como concejal de Bogotá en el periodo 2024-2027, por el Partido Alianza Verde.

## Trayectoria

### Pumas de Casanare
En 2002, estuvo a prueba en Santa Fe con arqueros como Camilo Reyes y Joaquin Tovar, siendo Leandro siempre suplente. En un partido del Condor probó suerte pero no logro afianzarse en la categorías menores. Tras debutar y disputar algunos partidos como jugador de campo Castellanos es traspasado en 2002 al Pumas de Casanare, pero ya en la faceta de arquero, al inicio de la temporada era el tercer golero pero terminó siendo el titular durante 3 temporadas.

### Cúcuta Deportivo
Después de pasar por Pumas de Casanare llegó al Cúcuta deportivo en el 2003, tras interrumpir sus estudios de Derecho en la Seccional Cartagena de la Universidad Libre (Colombia), hasta el 2010; sin titularidad el 20 de diciembre de 2006 se coronó por primera vez campeón del fútbol profesional colombiano en la mejor campaña de toda su historia realizada en el Torneo Finalización, en la cual además consiguió su primera clasificación a la Copa Libertadores de América para la edición 2007 bajo la dirección de Jorge Luis Pinto, que sería el técnico de la Selección Colombia para el año siguiente.
Con el 'Doblemente Glorioso' Cúcuta Deportivo, Leandro disputó 130 partidos (105 por Liga, 7 por Categoría Primera B, 10 por Copa Colombia y 8 por Copa Libertadores) en sus dos etapas por la institución.

### América de Cali
En América de Cali, donde militó desde 11 de enero de 2011, fue el arquero titular por su buena pretemporada con América. 
El guardameta estuvo presente en la pretemporada 2011 del América de Cali, jugada en Colombia y Perú, donde estuvo en el arco en 5 partidos y le encajaron 4 goles. 
Castellanos se gana la titular para enfrentar la liga pero no pudo estar en el arco en las 2 primeras fechas porque el América no tenía el aval para poderlos inscribir, pero en la tercera fecha le dieron luz verde para que inscribieran jugadores y se estrenó en la liga con América en Medellín contra Atlético Nacional.
En la Copa Colombia 2011 estuvo presente desde el primer partido contra Depor Aguablanca donde fue expulsado por primera vez con América al minuto 78. En el mes de julio renuncia al América de Cali por falta de pagos.

### Deportivo Cali
El 10 de julio de 2011 llega al Deportivo Cali para ser el nuevo guardameta, luego de la renuncia del paraguayo Víctor Centurión.

### Independiente Medellín
Fue subcampeón con el DIM en el año 2012, Tras hacer una excelente campaña, recibiendo menos de un gol por partido y siendo uno de los arcos menos vencidos, Leandro se fue convirtiendo en el gran portero del equipo paisa, haciendo olvidar grandes figuras como Aldo Bobadilla y David González, atajó 23 Partidos y le convirtieron 21 goles, se hizo gran figura en los clásicos, en uno de ellos atajo penalti, y en los clásicos de las semifinales, fue la gran figura llevando al 'Poderoso' a la final. En la final ante Millonarios FC logró atajar uno de los penales cobrados. Fue catalogado como el tercer mejor jugador por puntaje, del periódico El Tiempo, después de Cuadrado arquero del Deportivo Pasto y de Germán Cano que fue el ganador, jugador de su propio equipo.

### Independiente Santa Fe
El 9 de enero de 2015 Castellanos pasa al equipo Independiente Santa Fe con el fin de reemplazar al arquero Camilo Vargas cuyo pase fue vendido, sin embargo solía ser suplente de Róbinson Zapata hasta que luego de varias temporadas tomó el puesto como titular. 
En 2016 Castellanos obtuvo con Independiente Santa Fe el noveno campeonato de Categoría Primera A siendo el portero titular. 
El sábado 18 de febrero de 2017 Leandro Castellanos superó el récord de Agustín Julio como portero de Independiente Santa Fe con más minutos invictos, alcanzando los 645 minutos sin recibir gol mientras el equipo completó 19 fechas sin derrota.
Tras reiteradas lesiones en la pretemporada del Torneo Apertura 2022 decide retirarse.

## Familia
Es hermano del exalcalde de Toledo y actual senador Jairo Alberto Castellanos, militante del partido político Alianza Verde.

## Selecciones

### Selección Casanare
En los torneos Difútbol representó en varias oportunidades a la Selección de fútbol del Casanare.

### Selección Colombia
Es convocado por primera vez a la Selección Colombia de mayores el 9 de noviembre de 2014 por el DT José Néstor Pekerman para los juegos amistosos internacionales, frente a Selección de fútbol de Estados Unidos y Selección de fútbol de Eslovenia.
El 25 de agosto de 2017 el DT argentino dispone de sus servicios para enfrentar a Venezuela y Brasil por la fecha 15 y 16 de la eliminatoria al mundial de Rusia 2018. Su debut con la selección mayor se produjo el 10 de noviembre en la derrota 2 por 1 contra Corea del Sur en un amistoso internacional.

#### Participaciones enEliminatorias al Mundial
| Eliminatoria                        | Sede del Mundial | Posición      | Resultado   | PJ                                | GR | VI |
| ----------------------------------- | ---------------- | ------------- | ----------- | --------------------------------- | -- | -- |
| Eliminatorias Mundial de Rusia 2018 | Rusia            | 4°lugar 27pts | Clasificado | 0 (4 convocatorias como suplente) | 0  | 0  |

## Clubes

### Como jugador
| Club                   | País     | Año         |
| ---------------------- | -------- | ----------- |
| Cúcuta Deportivo       | Colombia | 2000 - 2001 |
| Pumas de Casanare      | Colombia | 2002 - 2004 |
| Deportivo Pereira      | Colombia | 2005        |
| Cúcuta Deportivo       | Colombia | 2006 - 2010 |
| América de Cali        | Colombia | 2011        |
| Deportivo Cali         | Colombia | 2011 - 2012 |
| Independiente Medellín | Colombia | 2012 - 2014 |
| Santa Fe               | Colombia | 2015 - 2023 |

### Como presidente
| Club                 | Div.     | País     | Año           |
| -------------------- | -------- | -------- | ------------- |
| Pamplona Fútbol Club | Difutbol | Colombia | 2021-presente |

## Estadísticas como jugador

### Clubes
| Cúcuta Deportivo · Colombia | 2ª            | 2000-01       | 7   | 0 | -  | - | -  | - | 7   | 0 |
| Cúcuta Deportivo · Colombia | 1ª            | 2006          | 1   | 0 | -  | - | -  | - | 1   | 0 |
| Cúcuta Deportivo · Colombia | 1ª            | 2007          | 18  | 0 | -  | - | -  | - | 18  | 0 |
| Cúcuta Deportivo · Colombia | 1ª            | 2008          | 20  | 0 | -  | - | 8  | 0 | 28  | 0 |
| Cúcuta Deportivo · Colombia | 1ª            | 2009          | 35  | 0 | -  | - | -  | - | 35  | 0 |
| Cúcuta Deportivo · Colombia | 1ª            | 2010          | 31  | 0 | -  | - | -  | - | 31  | 0 |
| Cúcuta Deportivo · Colombia | Total club    | Total club    | 112 | 0 | 0  | 0 | 8  | 0 | 120 | 0 |
| Pumas de Casanare · Colombia | 2ª            | 2002          | 20  | 0 | -  | - | -  | - | 20  | 0 |
| Pumas de Casanare · Colombia | 2ª            | 2003-04       | ¿?  | 0 | -  | - | -  | - | ¿?  | 0 |
| Pumas de Casanare · Colombia | Total club    | Total club    | 20  | 0 | 0  | 0 | 0  | 0 | 20  | 0 |
| Deportivo Pereira · Colombia | 1ª            | 2005          | 1   | 0 | -  | - | -  | - | 1   | 0 |
| Deportivo Pereira · Colombia | Total club    | Total club    | 1   | 0 | 0  | 0 | 0  | 0 | 1   | 0 |
| América de Cali · Colombia | 1ª            | 2011          | 15  | 0 | 1  | 0 | 2  | 0 | 18  | 0 |
| América de Cali · Colombia | Total club    | Total club    | 15  | 0 | 1  | 0 | 2  | 0 | 18  | 0 |
| Deportivo Cali · Colombia | 1ª            | 2011          | 16  | 0 | -  | - | -  | - | 16  | 0 |
| Deportivo Cali · Colombia | 1ª            | 2012          | 4   | 0 | 7  | 0 | -  | - | 11  | 0 |
| Deportivo Cali · Colombia | Total club    | Total club    | 20  | 0 | 7  | 0 | 0  | 0 | 27  | 0 |
| Independiente Medellín · Colombia | 1ª            | 2012          | 19  | 0 | -  | - | -  | - | 19  | 0 |
| Independiente Medellín · Colombia | 1ª            | 2013          | 36  | 0 | 4  | 0 | -  | - | 40  | 0 |
| Independiente Medellín · Colombia | 1ª            | 2014          | 18  | 0 | 5  | 0 | -  | - | 23  | 0 |
| Independiente Medellín · Colombia | Total club    | Total club    | 73  | 0 | 9  | 0 | 0  | 0 | 82  | 0 |
| Santa Fe · Colombia | 1ª            | 2015          | 30  | 0 | 4  | 0 | 12 | 0 | 46  | 0 |
| Santa Fe · Colombia | 1ª            | 2016          | 30  | 0 | 4  | 0 | -  | - | 34  | 0 |
| Santa Fe · Colombia | 1ª            | 2017          | 30  | 0 | 4  | 0 | 10 | 0 | 44  | 0 |
| Santa Fe · Colombia | 1ª            | 2018          | 18  | 0 | -  | - | 6  | 0 | 24  | 0 |
| Santa Fe · Colombia | 1ª            | 2019          | 26  | 0 | 2  | 0 | -  | - | 28  | 0 |
| Santa Fe · Colombia | 1ª            | 2020          | 21  | 0 | -  | - | -  | - | 21  | 0 |
| Santa Fe · Colombia | 1ª            | 2021          | 36  | 0 | 6  | 0 | 6  | 0 | 48  | 0 |
| Santa Fe · Colombia | 1ª            | 2022          | 30  | 0 | -  | - | -  | - | 30  | 0 |
| Santa Fe · Colombia | 1ª            | 2023          | 1   | 0 | -  | - | -  | - | 1   | 0 |
| Santa Fe · Colombia | Total club    | Total club    | 222 | 0 | 20 | 0 | 34 | 0 | 276 | 0 |
| Total carrera | Total carrera | Total carrera | 462 | 0 | 37 | 0 | 44 | 0 | 543 | 0 |
| (1) Incluye datos de la Copa Colombia; Superliga de Colombia.(2) Incluye datos de Copa Sudamericana / Copa Libertadores / Copa Suruga Bank. |               |               |     |   |    |   |    |   |     |   |

### Selección
| Mayores · Colombia                                      | 2014                       | — | — | 0 | 0 | — | — | 0 | 0 |
| Mayores · Colombia                                      | 2017                       | 1 | 0 | — | — | — | — | 1 | 0 |
| Mayores · Colombia                                      | 2018                       | — | — | 0 | 0 | — | — | 0 | 0 |
| Mayores · Colombia                                      | Total                      | 1 | 0 | 0 | 0 | 0 | 0 | 1 | 0 |
| Total Selecciones Colombia                              | Total Selecciones Colombia | 1 | 0 | 0 | 0 | 0 | 0 | 1 | 0 |
| (1) Incluye los partidos de: Eliminatorias mundialistas |                            |   |   |   |   |   |   |   |   |

## Palmarés

### Torneos nacionales
| Campeones             | Club             | País     | Año  |
| --------------------- | ---------------- | -------- | ---- |
| Torneo Finalización   | Cúcuta Deportivo | Colombia | 2006 |
| Superliga de Colombia | Santa Fe         | Colombia | 2015 |
| Torneo Finalización   | Santa Fe         | Colombia | 2016 |
| Superliga de Colombia | Santa Fe         | Colombia | 2017 |
| Superliga de Colombia | Santa Fe         | Colombia | 2021 |

### Torneos internacionales
| Campeones         | Club     | País     | Año  |
| ----------------- | -------- | -------- | ---- |
| Copa Sudamericana | Santa Fe | Colombia | 2015 |
| Copa Suruga Bank  | Santa Fe | Japón    | 2016 |

### Distinciones individuales
| Distinción                         | Año  |
| ---------------------------------- | ---- |
| Once ideal del Torneo Finalización | 2019 |